# Djävulens advokat
För filmerna/TV-serierna med samma namn, se Djävulens advokat (film) och Djävulens advokat (dokumentärfilm) samt Djävulens advokat (TV-serie).
Djävulens advokat (latin: advocatus diaboli) är en debattör som i en enig församling tar upp motståndarsidans argument. Begreppet användes först inom romersk-katolska kyrkan där en "djävulens advokat" utses vid disputation om kanonisering. Begreppet tillkom redan på 400-talet. Syftet i detta fall är att framhålla det nya helgonets brister, för att förhindra att någon som inte är värdig kan bli helgonförklarad. Från 1500-talet går denna befattning under namnen Advocatus ecclesiae (kyrkofogde) eller Defensor ecclesiae (kyrkans försvarare).
Efter ett påbud av Karl den store skulle till djävulens advokat utses en lekman som skulle värna kyrkans rätt om man drogs inför domstol.
I dagligt tal, när man inte talar om kyrkan, betyder ”djävulens advokat” en person som argumenterar mot den allmänt godtagna uppfattningen i en viss fråga. Personen behöver inte tro på sina argument, utan försvaret för den impopulära åsikten kan ske för argumenteringens egen skull.